# (17056) Boschetti
Pour les articles homonymes, voir Boschetti.
(17056) Boschetti est un astéroïde de la ceinture principale.

## Description
(17056) Boschetti est un astéroïde de la ceinture principale. Il fut découvert le 6 avril 1999 à San Marcello Pistoiese par Luciano Tesi et Andrea Boattini. Il présente une orbite caractérisée par un demi-grand axe de 2,21 UA, une excentricité de 0,11 et une inclinaison de 3,3° par rapport à l'écliptique.

## Compléments